# 18574 Жансімон
18574 Жансімон (18574 Jeansimon) — астероїд головного поясу, відкритий 28 листопада 1997 року.
Тіссеранів параметр щодо Юпітера — 3,321.